# 소방선

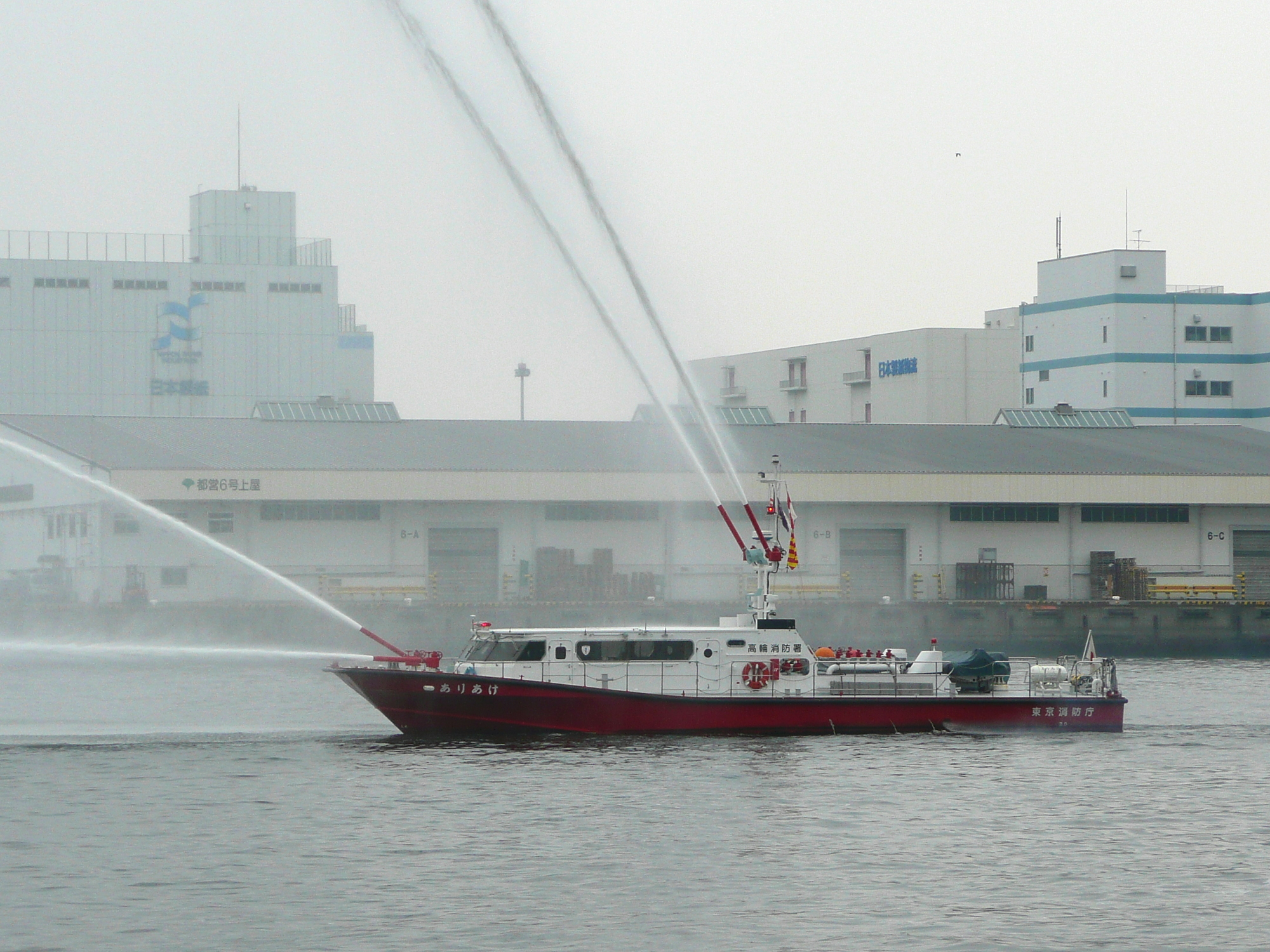
도쿄 소방청의 소방선 아리아케

소방선(消防船, 영어: fire boat)은 해안선 건물 화재와 선박 화재를 진압하기 위해 설계된 펌프 및 노즐이 있는 특수한 선박이다.
주로 지방 정부의 소방 조직과 해안 경비대가 보유하고 있다. 대형 선박은 소방함(消防艦), 소형 선박은 소방정(消防艇)이라 칭하기도 한다.

## 대한민국

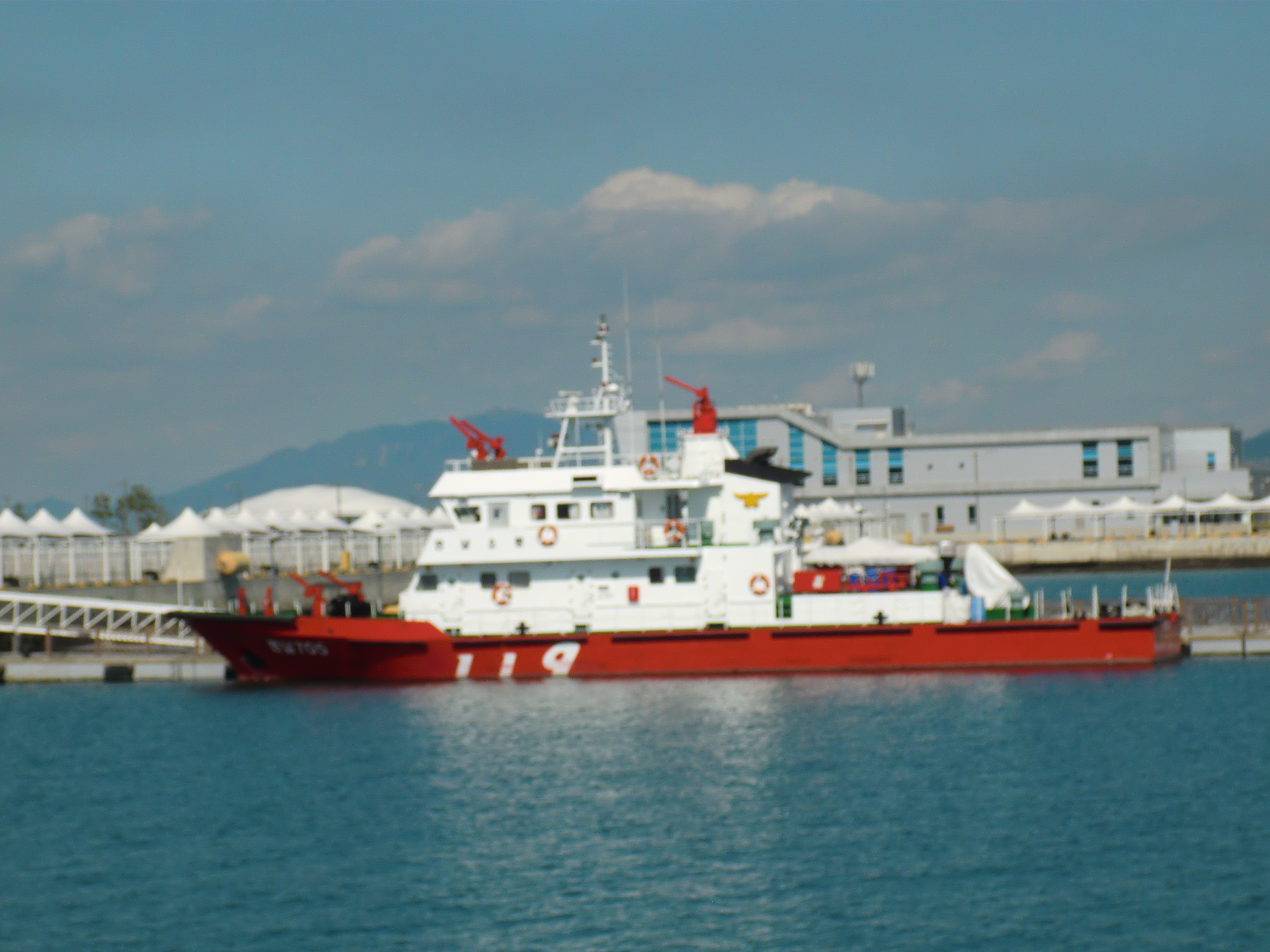
여수소방서 소방정

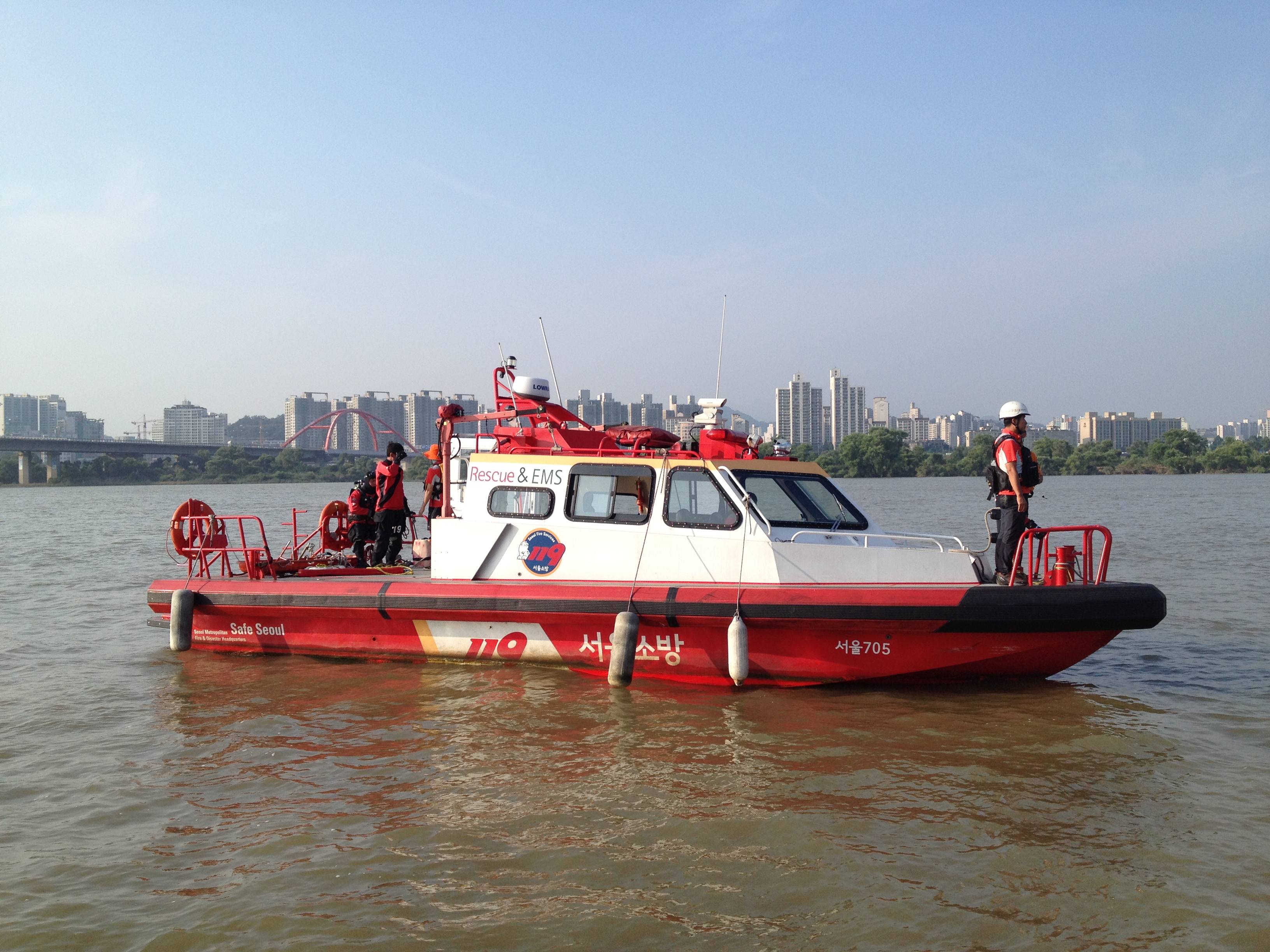
서울특구단 소방정

대한민국에서 소방선은 해양경비와 소방안전본부 소속 소방정대가 보유하고 있다.

## 같이 보기
- 소방관